# Wencke Myhre
Wenche Synnøve Myhre, detta Wencke (Oslo, 15 febbraio 1947), è una cantante norvegese.
Ha rappresentato la Germania all'Eurovision Song Contest 1968. Nel 1992 ha vinto l'OGAE Second Chance Contest.